# غوكهان أردوغان
غوكهان أردوغان (بالتركية: Gökhan Erdoğan)‏ (4 أبريل 1991 في تركيا - ) هو لاعب كرة قدم تركي في مركز الوسط. لعب مع أنقرة غوجو ومرسين إيدمانيوردو.

## وصلات خارجية
- غوكهان أردوغان على موقع اتحاد تركيا (لاعب) (الإنجليزية)
- غوكهان أردوغان على موقع قاعدة بيانات كرة القدم.إي يو (الإنجليزية)
- غوكهان أردوغان على موقع عالم كرة القدم.نت (الإنجليزية)